# Janti (Wates)
Janti is een bestuurslaag in het regentschap Kediri van de provincie Oost-Java, Indonesië. Janti telt 4188 inwoners (volkstelling 2010).